# Siódma Pieczęć
Siódma pieczęć (с пол. — «Седьмая печать») — студийный альбом польской рок-группы Republika, записанный в 1993 году. Это первый альбом, на котором музыканты ушли от новой волны к прогрессив-року. Альбом назван в честь фильма «Седьмая печать», снятого шведским режиссёром Ингмаром Бергманом в 1957 году. Цеховский написал этот альбом для своего отца, который умер в том же году.

## Список композиций
1. «Próba» — 0:44
2. «Nostradamus» — 2:56
3. «Prośba do następcy» — 4:38
4. «W ogrodzie Luizy» — 4:04
5. «Podróż do Indii» — 4:17
6. «Amen» — 5:19
7. «Reinkarnacje» — 5:56
8. «Nasza pornografia» — 4:19
9. «Tu jestem w niebie» — 3:51
10. «Siódma pieczęć» — 3:52
11. «Stojąc w kolejce» — 3:29
12. «Przeklinam Cię za to» — 5:21

Ремастированное издание 2002 года.
1. «Betlejem jest wszędzie»
2. «Tu jestem w niebie (live)»

Слова всех песен — Grzegorz Ciechowski

## Состав группы
- Гжегож Цеховский (пол. Grzegorz Ciechowski) — вокал, орган Хаммонда, Родес-пиано, фортепиано, флейта
- Збигнев Кживаньский (пол. Zbigniew Krzywański) — электрогитара, акустическая гитара, вокал, губная гармоника
- Славомир Цесельский (пол. Sławomir Ciesielski) — барабаны, вокал
- Лешек Бёлик (пол. Leszek Biolik) — бас-гитара, акустическая гитара, барабаны, вокал

## Критика
По профессиональным рецензиям:
- Журнал «Tylko Rock» поставил альбому оценку  в 1994 году[1].

Песни, которые попали в хит-парад под званием «Lista Przebojów Programu Trzeciego» (Список Хитов Третьего Канала)
| Год  | Звание           | Позиция |
| ---- | ---------------- | ------- |
| 1993 | Nostradamus      | 26      |
| 1993 | W ogrodzie Luizy | 20      |